# Positif (revista)
Positif és una revista mensual francesa de cinema fundada el 1952 per quatre estudiants de Lió, entre ells Marcel Oms i Verdaguer.

## Història

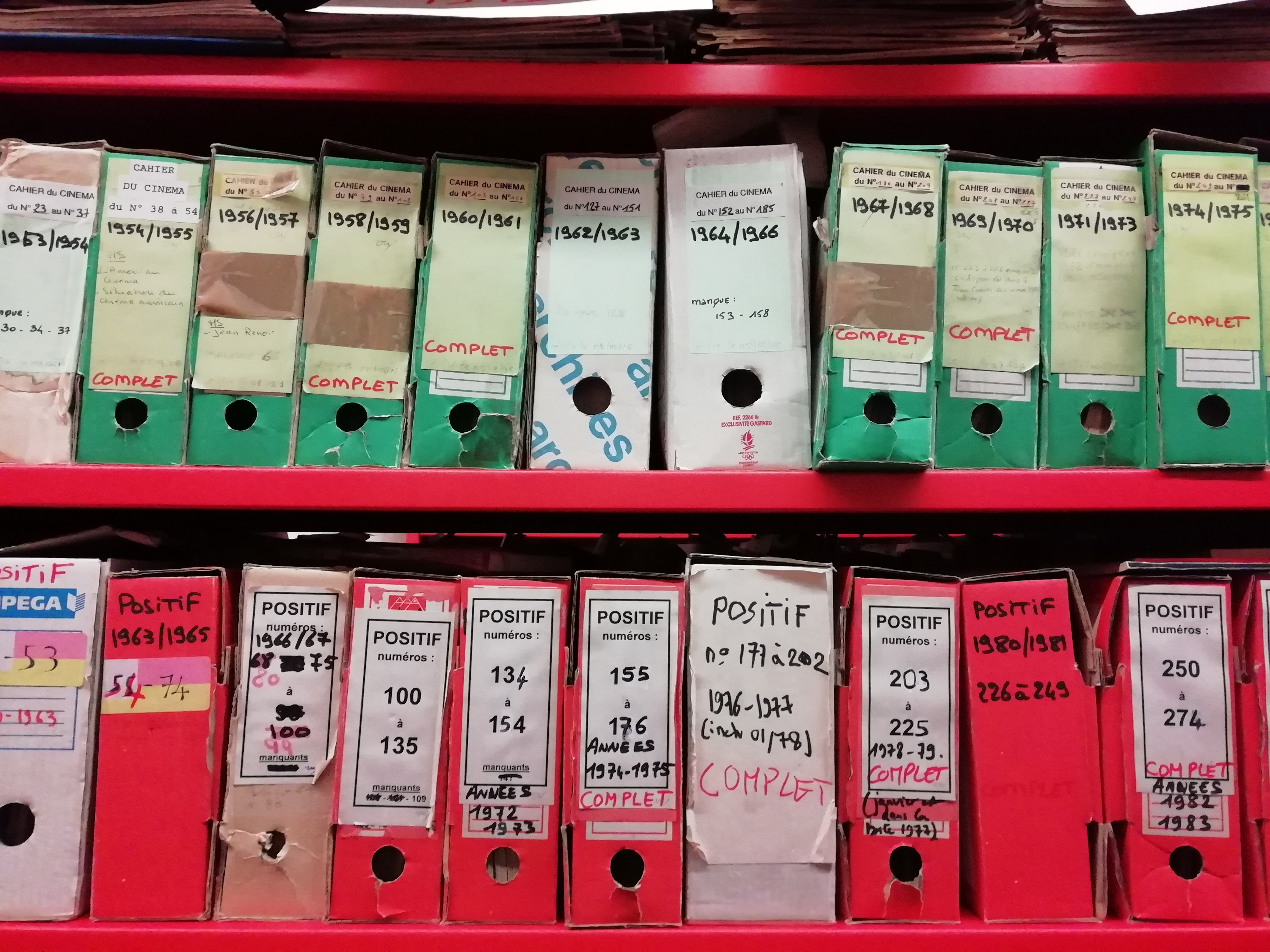
Col·lecció de les revistes Positif i Cahiers du cinéma, als arxius de la cinemateca de Grenoble el 2019.

Positif va ser fundada el maig de 1952 per quatre estudiants del lycée du Parc a Lió. El primer redactor en cap va ser Bernard Chardère. A continuació, la revista imprimeix tres mil exemplars. El caràcter de la revista en els seus inicis rau en una sistematització de la revolta contra el "bonisme", el gaullisme i l'estalinisme. El diari està escrit íntegrament per voluntaris. Són propietaris del títol i segueixen sent independents.
Se sap que Positif s'ha oposat sovint als Cahiers du cinema al començament de les dues revistes durant la dècada de 1950, formant dues escoles distintes a la cinefília francesa de l'època.
La revista va ser editada per Eric Losfeld des de 1959. Després de publicar un article sobre Orson Welles el 1963, Michel Ciment es va convertir en membre del comitè editorial de la revista. El 1966 va ser ascendit a redactor en cap, càrrec que continua ocupant avui dia.
A la dècada de 1960, amb una tirada que es va estabilitzar en 9.000 exemplars, la revista es va convertir en una revista de notícies, informació diversa i enciclopèdica. A la dècada de 1970, la revista va marxar de Lió cap a París. Una sèrie de desacords puntegen aquesta dècada i soscaven la cohesió del grup d'editors.
El 2012, durant els seixanta aniversari de la revista, el director de la publicació Michel Ciment afirma que la revista treu de 12.000 a 13.000 exemplars i compta amb 4.000 subscriptors.
Positif ha estat impresa per diferents editorials al llarg dels anys i actualment està publicat per Actes Sud en col·laboració amb l'Institut Lumière.